# Dytryk I z Heimbach
Dytryk I z Heimbach (zm. po listopadzie 1223) – arcybiskup Kolonii i książę-elektor Rzeszy w latach 1208–1212.

## Życiorys
Dytryk w 1166 jest poświadczony jako prepozyt kolegiaty przy kościele Świętych Apostołów w Kolonii. W 1208 został wybrany arcybiskupem Kolonii. W 1209 otrzymał sakrę biskupią. Rozpoczął budowę zamku Godesburg. Pozostał wierny cesarzowi Ottonowi IV Welfowi podczas jego konfliktu z Innocentym III (także po ekskomunice cesarza w 1210) i z tego powodu został w 1212 pozbawiony urzędu. Rządy w księstwie biskupim przejął Adolf z Alteny. Dytryk przez długi czas starał się w Rzymie o jego odzyskanie, ostatecznie jednak został zastąpiony przez Engelberta z Bergu.